# Еберхард II фон Валдбург
Еберхард II (I) фон Валдбург (на немски: Eberhard II (I) von Waldburg; * ок. 1242, Валдбург; † 30 декември 1291) е „трушсес“, благородник от швабския род Валдбург.

## Произход
Той е син на трушсес Ото Бертхолд фон Валдбург († сл. 1276) и съпругата му Мента фон Хунгерзинген. Внук е на Еберхард I фон Тане-Валдбург († сл. 1237) и Аделхайд фон Валдбург, дъщеря на трушсес Хайнрих фон Валдбург († 1208) и Аделхайд фон Аугсбург († сл. 1221). Правнук е на Фридрих фон Тане († 1197). Баща му е брат на Еберхард фон Валдбург († 1274), епископ на Констанц (1248 – 1274), и племенник на Хайнрих фон Тане († 1248), епископ на Констанц (1233 – 1248).

## Фамилия
Еберхард II фон Валдбург се жени пр. 21 юли 1275 г. във Фелдкирх за графиня Елизабет фон Монфор-Фелдкирх (* ок. 1250, Монфор-Фелдкирх; † сл. 1293), дъщеря на граф Рудолф II фон Монфор-Фелдкирх († 1302) и Агнес фон Грюнинген († сл. 1265/1328). Съпругата му е сестра на Рудолф III фон Монфор († 1334), епископ на Кур и на Констанц (1322 – 1334). Те имат децата:
- Елизабет фон Валдбург († сл. 1294), омъжена I. за фон Хоенфелс, II. пр. 21 септември 1294 г. за Улрих фон Кьонигсег († 8 юни 1313)
- дъщеря, омъжена за Диполд Гюс фон Гюсенберг-Лаупхайм († сл. 1343)
- Йохан I фон Валдбург (* ок. 1280, Тек; † между 24 декември 1338 – 10 януари 1339), трушсес на Валдбург и Траухбург, господар на Цайл, женен 1311 г. във Валдбург за графиня Клара фон Нойфен (* ок. 1295; † март 1339)